# Lee Jun-hwan
Lee Jun-hwan (hangŭl 이준환; 13 agosto 1977) è un ex pattinatore di short track sudcoreano.

## Palmarès

### Olimpiadi
Nagano 1998: argento nella staffetta 5000 m;

### Mondiali
- Nagano 1997: oro nella staffetta 5000 m; argento nei 1000 m;
- Vienna 1998: argento nella staffetta 5000 m